# 973년

## 연호
- 북송(北宋) 개보(開寶) 6년
- 요(遼) 보녕(保寧) 5년
- 일본(日本) 덴로쿠(天禄) 4년 / 덴엔(天延) 원년
- 북한(北漢) 천회(天會) 17년
- 딘 왕조(丁朝) 타이빈(太平) 4년

## 기년
- 북송(北宋) 태조(太祖) 14년
- 요(遼) 경종(景宗) 5년
- 고려(高麗) 광종(光宗) 24년
- 딘 왕조(丁朝) 선제(先帝) 6년

## 탄생
- 9월 4일 - 페르시아의 학자, 박식가 비루니. (~1048년)

### 미상
- 신성 로마 제국 황제로서 오토 왕가의 다번째이자 마지막 왕 하인리히 2세. (~1024년)

## 사망
- 5월 7일 - 신성로마제국 황제이자 독일의 왕 오토 1세. (912년~)

### 미상
- 고려(高麗)의 승려(僧侶) 균여(均如). (923년~)